# Associazione Vogherese Calcio 1929-1930
Questa voce raccoglie le informazioni riguardanti l'Associazione Vogherese Calcio nelle competizioni ufficiali della stagione 1929-1930.

## Rosa
| N. |                   | Ruolo | Calciatore          |
| -- | ----------------- | ----- | ------------------- |
|    | Italia (bandiera) | A     | Giovanni Bertero    |
|    | Italia (bandiera) | A     | Severino Bidone     |
|    | Italia (bandiera) | D     | Cesare Blondet      |
|    | Italia (bandiera) | A     | Aldo Blotto Baldo   |
|    | Italia (bandiera) | C     | Canobbio            |
|    | Italia (bandiera) | A     | Carrera             |
|    | Italia (bandiera) | C     | Massimo Comerio     |
|    | Italia (bandiera) | A     | Luigi Cresta        |
|    | Italia (bandiera) | A     | Luigi Denari        |
|    | Italia (bandiera) | A     | Alfio Ferretti      |
|    | Italia (bandiera) | A     | Renato Ferretti     |
|    | Italia (bandiera) | D     | Giovanni Fusi       |
|    | Italia (bandiera) | D     | Carletto Gambarotta |

| N. |                   | Ruolo | Calciatore       |
| -- | ----------------- | ----- | ---------------- |
|    | Italia (bandiera) | A     | Amato Gastaldi   |
|    | Italia (bandiera) | P     | Luigi Gho        |
|    | Italia (bandiera) | A     | Luigi Lodi       |
|    | Italia (bandiera) | A     | Giovanni Maggio  |
|    | Italia (bandiera) | A     | Cesare Mandosso  |
|    | Italia (bandiera) | C     | Natale Muratori  |
|    | Italia (bandiera) | A     | Gino Olivati     |
|    | Italia (bandiera) | A     | Antonio Pastore  |
|    | Italia (bandiera) | A     | Antonio Peternel |
|    | Italia (bandiera) | C     | Alfonso Preti    |
|    | Italia (bandiera) | P     | Pierino Quarleri |
|    | Italia (bandiera) | P     | Schiavi          |
|    | Italia (bandiera) | A     | Attilio Veroni   |

## Statistiche

### Statistiche di squadra
| Competizione    | Punti | In casa | In casa | In casa | In casa | In casa | In casa | In trasferta | In trasferta | In trasferta | In trasferta | In trasferta | In trasferta | Totale | Totale | Totale | Totale | Totale | Totale | DR |
| Competizione    | Punti | G       | V       | N       | P       | Gf      | Gs      | G            | V            | N            | P            | Gf           | Gs           | G      | V      | N      | P      | Gf     | Gs     | DR |
| --------------- | ----- | ------- | ------- | ------- | ------- | ------- | ------- | ------------ | ------------ | ------------ | ------------ | ------------ | ------------ | ------ | ------ | ------ | ------ | ------ | ------ | -- |
| Prima Divisione | 27    | 14      | 9       | 2       | 3       | 36      | 18      | 14           | 2            | 3            | 9            | 17           | 27           | 28     | 11     | 5      | 12     | 53     | 45     | -8 |

### Statistiche dei giocatori
| Giocatore       | Prima Divisione | Prima Divisione |
| Giocatore       | Presenze        | Reti            |
| --------------- | --------------- | --------------- |
| G. Bertero      | 0               | 0               |
| S. Bidone       | 0               | 0               |
| C. Blondet      | 0               | 0               |
| C. Blotto Baldo | 0               | 0               |
| . Canobbio      | 0               | 0               |
| . Carrera       | 0               | 0               |
| M. Comerio      | 0               | 0               |
| L. Cresta       | 0               | 0               |
| L. Denari       | 0               | 0               |
| A. Ferretti     | 0               | 0               |
| G. Fusi         | 0               | 0               |
| C. Gambarotta   | 0               | 0               |
| A. Gastaldi     | 0               | 0               |
| L. Lodi         | 0               | 0               |
| G. Maggio       | 0               | 0               |
| C. Mandosso     | 0               | 0               |
| N. Muratori     | 0               | 0               |
| G. Olivati      | 0               | 0               |
| A. Pastore      | 0               | 0               |
| A. Peternel     | 0               | 0               |
| A. Preti        | 0               | 0               |
| P. Quarleri     | 0               | 0               |
| . Schiavi       | 0               | 0               |
| A. Veroni       | 0               | 0               |

## Arrivi e partenze
| Acquisti | Acquisti          | Acquisti    | Acquisti   |
| -------- | ----------------- | ----------- | ---------- |
| A        | Aldo Blotto Baldo | Biellese    | definitivo |
| A        | Luigi Cresta      |             | definitivo |
| A        | Renato Ferretti   | Alessandria | definitivo |
| D        | Giovanni Fusi     | Bressana    | definitivo |
| A        | Amato Gastaldi    | Genova 1893 | definitivo |
| A        | Luigi Lodi        | Bressana    | definitivo |
| .        | Oreste Mantelli   | Alessandria | definitivo |
| C        | Alfonso Preti     | ???         | definitivo |
| P        | Pierino Quarleri  | ???         | definitivo |
| P        | Schiavi           | Parma       | definitivo |
| A        | Attilio Veroni    | Milan       | definitivo |

| Cessioni | Cessioni          | Cessioni    | Cessioni   |
| -------- | ----------------- | ----------- | ---------- |
| ?        | Aldo Baggini      | ???         | definitivo |
| C        | Gaetano Bersani   | ???         | definitivo |
| ?        | Francesco Casazza | ???         | definitivo |
| D        | Enrico Forneris   | ???         | definitivo |
| A        | Alfredo Notti     | Genova 1893 | definitivo |
| ?        | Eolo Perelli      | ???         | definitivo |
| D        | Luigi Sericano    | ???         | definitivo |